# Tricyphona phaeostigma
Tricyphona phaeostigma är en tvåvingeart som först beskrevs av Alexander 1962.  Tricyphona phaeostigma ingår i släktet Tricyphona och familjen hårögonharkrankar. Inga underarter finns listade i Catalogue of Life.